# قتل رضایی
قتل رضایی نوعی از قتل است که طی آن، یک نفر با رضایتِ مقتول، وی را به قتل می‌رساند. در بیشتر قوانین کشورها کمک برای خودکشی، چه مستقیم و چه غیر مستقیم، جرم محسوب می‌شود. در برخی کشورها حتی چنانچه فردی فرد دیگر را تشویق به کشتن خود کند، مرتکب جرم شده‌است با این وجود کسی نمی‌تواند از دیگری تقاضای قتل خود را بکند.

## در قوانین ایران
معاونت در خودکشی زمانی جرم دانسته می‌شود که به حد «سببیت» برسد (مثلاً فرد از ناآگاهی کسی سوء استفاده کند و موجب مرگ او به دست خودش شود)، در این حالت معاونت در خودکشی، قتل عمد دانسته می‌شود. معاونت در خودکشی همچنین در بند دوم مادهٔ ۱۵ قانون جرایم رایانه‌ای، مصوب ۲۵ خرداد ۱۳۸۸ خورشیدی، جرم دانسته شده‌است. این ماده به ترغیب، تحریک، دعوت، تسهیل شیوهٔ ارتکاب، و آموزش خودکشی از طریق سامانه‌های رایانه‌ای و مخابراتی اشاره دارد و برای این اعمال، محکومیت ۹۱ روزه تا یک ساله، یا جزای نقدی ۵ میلیون ریالی تا ۲۰ میلیون ریالی، یا هر دو را معین کرده‌است.

## موارد منتشرشده
در سال ۱۹۹۶، یک کارآفرین اهل مریلند به نام شارون لوپاتکا ترتیب شکنجه و خفه کردن خود از طریق اینترنت را فراهم آورد. در سال ۲۰۰۱، مشخص شد که آرمین مَیوِس آلمانی قربانیِ مایل به کشته‌شدنِ خود را که از طریق اینترنت پیدا کرد، و پس از کشتن وی را خورد. این دو مورد مورد توجه رسانه‌ها قرار گرفتند. فراتر از جزئیات جنسی عیان آنها، هر دو مورد، تناقض‌هایی را دربارهٔ مسئولیت مربوط به طرفین و همچنین اختلافات حقوقی بین خودکشیِ اجباری و قتل رضایی ارائه می‌کنند.
در سال ۲۰۰۵، در ژاپن، هیروشی میو با قول همکاری و کمک به خودکشی، سه نفر را از طریق اینترنت فریب داد و آنها را با دست خفه کرد. آنها احتمالاً در ابتدا به قتل‌های خود رضایت داده‌اند، اما روش میو با وعدهٔ اولیهٔ او دربارهٔ کشتن قربانیان با مسمومیت با مونواکسید کربن متفاوت بوده‌است. میو پیشتر محکومیت‌هایی نیز داشته و انگیزه وی مشخصاً جنسی بوده‌است. او به عنوان یک قاتل سریالی به اعدام محکوم شد.